# Nate Mendel
Nathan Gregor Mendel (ismertebb nevén Nate Mendel) (Richland, Washington, 1968. december 2. –) amerikai zenész, a Foo Fighters basszusgitárosa.

## Élete
Zenei karrierjét a Diddly Squat nevű punkbandában kezdte. Akkoriban több népszerű punkzenekarban játszott: Christ on a Crutch, Brotherhood (későbbi névváltás során Seattle Straight edge), Galleons Lap. A Sunny Day Real Estate és a Juno tagja is volt, mielőtt 1995-ben a Foo Fighters-höz csatlakozott. Bár a Sunny Day Real Estate még összeállt két album erejéig ("How It Feels to be Something On", "The Rising Tide"), végül is a Foo Fighters-nél maradt.
Később összeállt két egykori Sunny Day Real Estate taggal, és megalakították a The Fire Theft-et, amivel kiadtak egy lemezt 2003-ban.
Fiatalon szerzett egy szerepet egy kis filmben, az Our Burden Is Light-ban, ahol a főszereplő nő legjobb barátját alakította. A filmben Nate egy Bleeder nevű bandában basszusozik, amiben bandatag még Jessica Ballard, és Taylor Hawkins is.
Nate Mendel a Foo Fighters-höz csatlakozott basszusgitárosként, amit a Nirvana egykori dobosa, Dave Grohl alapított. A banda azóta hét stúdióalbumot és egy koncertalbumot adott ki. Mendel azóta is együtt játszik Dave Grohl-lal, Taylor Hawkins-szal, és Chris Shiflett-tel. Mendel és Grohl a két alapító tag a bandában, bár Pat Smear volt az eredeti ritmusgitáros, aki pár év szünet után a Skin and Bones koncerten tért vissza, mint turné-gitáros, azonban csak 2010-ben lett ismét tag.
Mendelnek egy fia van, Noah. Nate a Hanford Jr/Sr. nevű középiskolába járt, Richland-ben, Washington-ban. Gördeszkás, később BMX versenyző is volt. Nate rendszeresen odafigyel a hivatalos Foo Fighters blogra.

## Technika
Nate általában pengetővel basszusgitározik. Ritkán penget ujjaival, általában csak egy-egy számban ("Marigold", Come Alive"), de a "Skin and Bones" névre keresztelt koncerten is az ujjaival pengetett.
Nate nagyon ritkán énekel. Mindazonáltal háttérvokálos volt Chris Shiflett-tel a "Monkey Wrench" és az "I'll Stick Around" című számokban a There Is Nothing Left To Lose album turnéján, 2000-ben (azóta sem énekelt koncerten).

## Felszerelés
Mendel fő felszerelése Fender Precision basszusgitárokból áll, de gyakran használ klasszikus basszusgitárokat is. Szintén gyakran használja még a Lakland Bob Glaub basszusgitárokat turnékon.
A "The Pretender" videóklipben Lakland basszusgitárral lehet látni, míg a "Best Of You"-ban és a "Long Road To Ruin"-ban Gibson Ripper-eket használ.
Az effektpedáljai nagyon egyszerűek (és kevés van). A repertoáljához tartozik egy Fulltone basszusvezérlő, egy Boss GEB-7, és egy Boss TU-2 torzítópedál.

## Az AIDS elleni mozgalma
2000 januárjában Nate Mendel csatlakozott az Alive & Well AIDS Alternatives-hez egy Los Angeles-i fellépés erejéig. Az Alive & Well AIDS Alternatives egy olyan csapat, amely felhívja a figyelmet az AIDS és a HIV komolyságára, életveszélyességére. A csapat alapítója Christine Maggiore egy beszédet tartott a koncerten, ahol arra utalt, hogy az AIDS-et a droghasználat is kiválthatja, és hogy a HIV fertőzés antivírusát a fertőzött embereken kellene kikísérletezni, nem egészségeseken. Maggiore követte a saját tanácsát a lánya ügyében is, aki 3 éves AIDS fertőzéssel 2005-ben meghalt. Maga Maggiore 52 évesen 2008-ban halt meg egy tüdővizsgálat során.
Egy Alive & Well interjúban Nate ezt nyilatkozta a Mother Jones magazinnak: "...az AIDS-ről csak feltevések léteznek, az ellenszert is feltevések alapján próbálják kikísérletezni." Azért ítéli el a HIV teszteket, mert pontatlannak érzi őket, ráadásul a kikísérletezett gyógyszerek nem hatnak, és bizonyítottan mérgező anyagokat is tartalmaznak. Ezen és a többi hasonló nyilatkozatok (mint kiderült) nem takarnak tudományos felkészültséget. A Foo Fighters nem sorolja a honlapján az Alive & Well-t a támogatott jótékonysági szervezetek között 2008-tól.

## Diszkográfia

### Foo Fighters
- Foo Fighters (1995) (nem játszik a lemezen, de a képeken szerepel)
- The Colour and the Shape (1997)
- There Is Nothing Left to Lose (1999)
- One by One (2002)
- In Your Honor (2005)
- Echoes, Silence, Patience & Grace (2007)
- Wasting Light (2011)
- Sonic Highways (2014)
- Concrete and Gold (2017)
- Medicine at Midnight (2021)
- But Here We Are (2023)

### Sunny Day Real Estate
- Diary (1994)
- Sunny Day Real Estate (1995)

### The Fire Theft
- The Fire Theft (2003)

### Lieutenant
- If I Kill This Thing We’re All Going to Eat for a Week (2015)

## Fordítás
- Ez a szócikk részben vagy egészben  a   Nate Mendel című angol Wikipédia-szócikk fordításán alapul.  Az eredeti cikk szerkesztőit annak laptörténete sorolja fel. Ez a jelzés csupán a megfogalmazás eredetét és a szerzői jogokat jelzi, nem szolgál a cikkben szereplő információk forrásmegjelöléseként.